# هارولد س. ديوتش
هارولد س. ديوتش (بالإنجليزية: Harold C. Deutsch)‏ هو مؤرخ عسكري وأستاذ جامعي أمريكي، ولد في 7 يونيو 1904 في ميلواكي في الولايات المتحدة، وتوفي في 15 مايو 1995.